# 李勗
李 勗（り きょく、? - 270年）は、中国三国時代の呉の武将・政治家。本貫は不明。

## 生涯
孫晧の時代に官は少府まで登ったという。
建衡元年（269年）、孫晧は李勗を監軍に任じて、徐存と共に軍を率いさせ、建安から海路で進軍させて、陸路で進軍している監軍虞汜・威南将軍薛珝・蒼梧太守陶璜らと合浦で落ち合う予定だった。しかし翌建衡2年（270年）、李勗は道案内の馮斐の示す道程が通行に難渋するとして馮斐を殺し、勝手に撤兵してしまった。
その前に孫晧の側仕えの何定が、息子のために李勗の娘を嫁に迎えたいとの話を持ち出したところ、李勗は承諾しなかった。何定はそのことを遺恨に思い、この件について李勗のことを孫晧に讒言した。このため孫晧は、李勗・徐存を家族ともども軍令違反に問い皆殺しにし、その死体を焼却した。
李勗死後、陸抗は、李勗を前に処刑された王蕃や左遷された楼玄と同じく当代一級の人物であると評し、また同時期に左遷された薛瑩を擁護して王蕃や李勗の二の舞にさせないよう上奏している。